# Administración Nacional de Seguridad Nuclear
 La Administración Nacional de Seguridad Nuclear (NNSA por sus siglas en inglés) es una agencia federal de los Estados Unidos responsable de salvaguardar la seguridad nacional a través de la aplicación militar de la ciencia nuclear. NNSA mantiene y mejora la seguridad, la protección y la efectividad de la reserva de armas nucleares de los EE. UU. sin necesidad de realizar pruebas de explosivos nucleares; trabaja para reducir el peligro global de las armas de destrucción masiva; proporciona a la Marina de los Estados Unidos una propulsión nuclear segura y efectiva; y responde a emergencias nucleares y radiológicas en los Estados Unidos y en el extranjero.
Establecido por el Congreso de los Estados Unidos en 2000, NNSA es una agencia semiautónoma dentro del Departamento de Energía de los Estados Unidos. Está dirigida por Lisa Gordon-Hagerty, quien fue confirmada por el Senado de los Estados Unidos el 16 de febrero de 2018.

## Historia
La Administración Nacional de Seguridad Nuclear fue creada por acción del Congreso en 1999, a raíz del escándalo de espionaje de Wen Ho Lee y otras acusaciones de que la administración laxa por parte del Departamento de Energía había resultado en la pérdida de secretos nucleares de Estados Unidos a China. Originalmente propuesto para ser una agencia independiente, la NNSA obtuvo el apoyo renuente de la administración Clinton solo después de que fue contratada como una sub-agencia dentro del Departamento de Energía, para ser dirigida por un administrador que informa al Secretario de Energía. El primer Subsecretario de Seguridad Nuclear y administrador de la NNSA nombrado fue el General de la Fuerza Aérea (y Director Adjunto de la CIA) John A. Gordon.

## Misiones y operaciones
NNSA tiene cuatro misiones con respecto a la seguridad nacional:
- Gestionar el arsenal de armas nucleares de EE. UU.
- Reducir el peligro global de las armas de destrucción masiva y promover la seguridad nuclear internacional y la no proliferación.
- Proporcionar a la Marina de los Estados Unidos plantas de propulsión nuclear seguras y militarmente efectivas y garantizar el funcionamiento seguro y confiable de esas plantas.
- Para apoyar el liderazgo de los Estados Unidos en ciencia y tecnología.

### Programas de defensa
Una de las misiones principales de la NNSA es mantener la seguridad y efectividad de las reservas de armas nucleares de los Estados Unidos sin pruebas nucleares reales. Después de la Guerra Fría, Estados Unidos detuvo la producción de nuevas ojivas nucleares y terminó voluntariamente las pruebas nucleares subterráneas. NNSA mantiene la disuasión nuclear existente mediante el uso de experimentos científicos, auditorías de ingeniería y simulaciones de alta tecnología en sus tres laboratorios nacionales: el Laboratorio Nacional de Los Álamos, el Laboratorio Nacional Lawrence Livermore y el Laboratorio Nacional de Sandia. Los activos de la NNSA utilizados para mantener y garantizar la efectividad del arsenal de armas nucleares estadounidenses incluyen la National Ignition Facility, la Dual-Axis Radiographic Hydrodynamic Test Facility y la Máquina Z. La NNSA también utiliza múltiples supercomputadoras para ejecutar simulaciones y validar datos experimentales.
La organización proporciona transporte seguro y protegido de armas y componentes nucleares, y materiales nucleares especiales, y lleva a cabo otras misiones de apoyo a la seguridad nacional. Tiene la responsabilidad de desarrollar, operar y administrar un sistema para el transporte seguro de todos los materiales nucleares especiales propiedad del gobierno en cantidades "estratégicas" o "significativas". Los envíos se transportan en equipos especialmente diseñados y son escoltados por agentes federales armados.

### Política de No proliferación
La No Proliferación Nuclear de la Oficina de Defensa de la NNSA junto con socios internacionales, agencias federales, laboratorios nacionales de los EE. UU. y el sector privado, trabajan las 24 horas para descubrir, proteger y eliminar materiales radiológicos y nucleares. La política de no proliferación nuclear de la Oficina de Defensa de la NNSA también rastrea la difusión de la tecnología de armas de destrucción masiva y toda la experiencia relacionada.
Las competencias básicas para la política de no proliferación son las siguientes:
- Extraer, eliminar y reducir los materiales utilizados en la proliferación de armas nucleares.
- Proteger la tecnología, los materiales y las instalaciones utilizadas para almacenar dichos materiales y tecnología.
- Hacer un seguimiento de la difusión de materiales nucleares, experiencia y conocimiento tecnológico asociado con la creación de armas nucleares.
- Realizar investigación y desarrollo de soluciones para mitigar la propagación de materiales nucleares y la aplicación de medidas de protección.
- Desarrollar soluciones políticas y desarrollar programas para reducir los peligros nucleares y radiológicos.

#### Eliminaciones
NNSA ha liderado con éxito los esfuerzos de recuperación de materiales nucleares de docenas de países. El Departamento de Energía/NNSA ha eliminado más de 6,000 kg de uranio y plutonio altamente enriquecidos en todo el mundo.
Por ejemplo, en 2017, eliminó todo el uranio altamente enriquecido de Ghana y lo repatrió a China. El reactor ghanés ahora usa uranio poco enriquecido.

### Reactores Navales
El Programa de Propulsión Nuclear Naval de la NNSA es responsable de proporcionar plantas de propulsión nuclear eficientes para la Marina de los Estados Unidos. Proporciona el diseño, el desarrollo y el soporte operativo necesarios para impulsar los portaaviones y los submarinos nucleares de la Marina de los EE. UU. El Programa de propulsión nuclear naval es responsable de la operación eficiente y segura de todos los buques de propulsión nuclear que la Marina de los EE. UU. Despliega y mantiene para la preparación para el combate. El Programa de Propulsión Nuclear Naval de la NNSA consiste en personal civil y militar que mantiene, diseña, construye y gestiona los diversos barcos de propulsión nuclear en la flota naval de la Marina de los EE. UU.
Los siguientes son los elementos del Programa de propulsión nuclear naval:
- Investigación y desarrollo para apoyar los laboratorios actualmente operativos.
- Contratistas expertos que diseñan y construyen equipos para plantas de propulsión
- Astilleros que dan servicio, reparan y construyen naves de propulsión nuclear
- Instalaciones para apoyar a la Marina de los EE. UU.
- Instalaciones de entrenamiento para reactores navales y escuelas de energía nuclear
- Varias oficinas de campo y la sede del Programa de propulsión nuclear naval

### Respuesta ante emergencias
La Oficina de Operaciones de Emergencia de NNSA tiene la obligación de responder a emergencias en toda la NNSA. Su alto nivel de alerta le permite a los Estados Unidos responder a incidentes utilizando activos dedicados de manera rápida.

### Contraterrorismo y contraproliferación
Las siguientes áreas son el punto focal de la Oficina de Contraterrorismo y Contraproliferación de la NNSA:
- Búsqueda radiológica: búsqueda de materiales radiológicos e identificación de los mismos.
- Renderización segura: evaluación exhaustiva de materiales radiactivos y/o dispositivos nucleares si se encuentra que dicho dispositivo garantiza la seguridad
- Gestión de las consecuencias: análisis de la propagación de materiales radiactivos en caso de que se produzca un incidente de este tipo.

La NNSA despliega equipos de respuesta alrededor de 100 veces al año principalmente para buscar materiales radiactivos. Las misiones están impulsadas por preocupaciones de seguridad con respecto a grandes eventos públicos como las inauguraciones presidenciales y el Super Bowl.
La NNSA proporciona experiencia, herramientas prácticas y recomendaciones de políticas técnicamente informadas para avanzar en los objetivos de contraterrorismo y contraproliferación nuclear de EE. UU. Es responsable de comprender los dispositivos de amenaza nuclear y las armas nucleares extranjeras que causan problemas de proliferación. Para lograr estos objetivos, la NNSA inicia charlas internacionales sobre seguridad nuclear y contraterrorismo; realiza investigaciones científicas para caracterizar, detectar y destruir dispositivos de amenaza nuclear; desarrolla y conduce ejercicios de mesa contra el terrorismo de ADM; y promueve políticas y prácticas de seguridad de la información nuclear.

### Seguridad Nuclear de Defensa
El programa de Seguridad Nuclear de Defensa de la NNSA es responsable de asegurar las armas nucleares y los componentes necesarios para desarrollar armas nucleares, así como materiales que pueden tener todas las formas y tamaños. Otra responsabilidad de la Seguridad Nuclear de Defensa de la NNSA es salvaguardar al personal, las armas nucleares y las evaluaciones de amenazas. NNSA mantiene ocho instalaciones de vanguardia para salvaguardar las armas nucleares; emplean las medidas de seguridad más modernas y mantienen una fuerza de protección bien entrenada para garantizar aún más la seguridad de las armas nucleares y los materiales almacenados en las instalaciones.

## Organización
- Subsecretario de Seguridad Nuclear
  - Subsecretario Adjunto de Seguridad Nuclear
- Administrador de la Administración Nacional de Seguridad Nuclear
  - Administrador Adjunto de la Administración Nacional de Seguridad Nuclear
    - Administrador Adjunto de Programas de Defensa
      - Subadministrador Asistente de Programas de Defensa

    - Administrador Adjunto de Defensa de la No Proliferación Nuclear
      - Subadministrador Asistente de Defensa No Proliferación Nuclear

    - Administrador Adjunto de Reactores Navales
      - Subadministrador Asistente de Reactores Navales

    - Administrador Asociado para Operaciones de Emergencia
      - Administrador Asistente de Operaciones de Emergencia

    - Administrador Asociado de Seguridad, Infraestructura y Operaciones
      - Administrador Asistente de Seguridad, Infraestructura y Operaciones

    - Administrador Asociado de Seguridad Nuclear de Defensa
      - Administrador Asistente de Seguridad Nuclear de Defensa

    - Administrador Asociado de Contraterrorismo y Contraproliferación
      - Administrador Asistente de Contraterrorismo y Contraproliferación

    - Administrador Asociado de Asuntos Externos
      - Administrador Asistente de Asuntos Externos

    - Consejero general
      - Viceconsejero General

    - Administrador Asociado de Adquisición y Gestión de Proyectos
      - Administrador Asistente de Adquisición y Gestión de Proyectos

    - Administrador Asociado de Gestión y Presupuesto
      - Administrador Asistente de Gestión y Presupuesto

    - Administrador Asociado de Gestión de la Información y Director de Información
      - Administrador Asistente de Gestión de la Información y Director de Información
        - Administrador adjunto adjunto para la gestión de la información
          - Subadministrador Asistente de Gestión de Información

        - Director de información
          - Subdirector de información

## Instalaciones propiedad de la NNSA
- Planta de Kansas City
- Laboratorio Nacional Lawrence Livermore
- Laboratorio Nacional de Los Álamos
- Sitio de seguridad nacional de Nevada
- Planta Pantex
- Laboratorios Nacionales Sandia
- Complejo de seguridad nacional Y-12

## Instalaciones no propiedad de NNSA
- Laboratorio Nacional Pacific Northwest
- Sitio del río Savannah

## Lectura adicional
- http://www.sciencemag.org/news/2017/08/us-china-mission-rushes-bomb-grade-nuclear-fuel-out-africa "La misión de EE. UU. y China precipita combustible nuclear de grado bomba de África, "por Richard Stone, Science_ (journal), 31 de agosto de 2017
- "Cazadores de bombas: rescatando una potencial bomba nuclear del terremoto de Chile", por Eben Harrell, Time, 8 de abril de 2010
- "Exclusivo: Misión dentro de los EE. UU. Para asegurar el material nuclear de grado de armas: Chile es el 18º país en ser eliminado del uranio altamente enriquecido" por Cynthia McFadden, Melia Patria y Teri Whitcraft, ABC News Nightline, 8 de abril de 2010 "Video: Nightline Cameras Watch Equipos protegen materiales nucleares en Chile "